# ウール・シャヒン
ウール・シャヒン（ウグル・サヒン；Uğur Şahin [uˈuɾ ʃaː.hin] ; 1965年9月29日 - ）は、ドイツの医学者、起業家、実業家。世界で最も速くmRNA型コロナワクチンを開発するのに成功したドイツのバイオテクノロジー企業ビオンテック（BioNTech）の創業者兼CEO。また、ドイツのマインツに拠点を置く免疫療法や個別化治療薬の研究開発を行う最先端のバイオ医薬研究機構であるTRONの創始者で会長を勤めている。COVID-19に対する主要なワクチンの1つトジナメランを開発するのに貢献した 。主な研究分野は癌研究と免疫学である 。
トルコ出身のシャヒンの家族は、シャヒンが4歳のときにドイツに移住した。ケルンで育ち、ケルン大学で医学を学び、そこでがん免疫療法の博士論文を完成させた。彼は当初、学界に留まり、腫瘍血液学の医師として患者のケアを行い、ザールラント州とチューリッヒ州の大学病院で研究を行い、最終的には2000年にヨハネス・グーテンベルク大学マインツで研究グループを設立した。2006年に実験腫瘍学の教授になった。 2001年、マインツ大学での地位を維持しながら、起業家活動に従事し始め、2001年と2008年に、パートナーであり配偶者であるオズレム・テュレジと2つの製薬会社を共同設立した。2番目の企業であるビオンテックは、2020年にファイザーと共同で、COVID-19パンデミックと戦うために使用される主要なワクチンの1つを開発した。企業価値が増加した結果、シャヒンとテュレジは、ドイツの最も裕福な人々トップ100のリストに載った、トルコにルーツを持つ最初のドイツ人になった 。

## 経歴
ウール・シャヒンは、1965年9月29日、トルコのハタイ県イスケンデルンでトルコのアレヴィー派の家族のもとに生まれた 。彼はケルンのフォード工場で働いていた父親と、母親と一緒に、4歳でドイツに移住した 。彼はサッカーの他に、カトリック教会の図書館から借りた人気の科学書に興味を持っていた。当初、彼の小学校の教師は、基幹学校に通うことを勧めたが、彼がもし基幹学校に行っていたら大学進学は容易でなかったであろう。彼のドイツ人隣人の仲介で、彼は基幹学校ではなくギムナジウムに通った   。1984年、彼はケルン-ニール地区のErich-Kästner-Gymnasiumを卒業したが、トルコ人ガストアルバイターの両親を持つ子供が当校を卒業したのは、彼が最初であった。ギムナジウムで、彼は数学と化学の上級コースを受講した 。
シャヒンは、ホンブルクのザールラント大学病院での勤務中に、彼の将来の妻であり、サールランド大学医学部で最終学年の研究を修了したオズレム・テュレジと出会った。2人は2002年に結婚し、一人の娘がいる   。
彼と彼の妻は、ビオンテックの株式保有の価値のために、ドイツで最も裕福な人々トップ100に入っている。  2021年5月の時点で、 Bloomberg Billionaires Indexは彼の純資産を83.5億米ドルと推定した。 
シャヒンは1984年から1992年までケルン大学で医学を学んだ 。彼は1992年、腫瘍細胞に対する免疫療法（腫瘍細胞の細胞増殖抑制性前駆体の活性化のための二重特異性モノクローナル抗体）に関する論文で博士号を取得した。彼の論文の主査はMichael Pfreundschuhである。 1992年から1994年まで、彼はハーゲン通信大学で数学を学んだ。 
シャヒンは、1991年から2000年までフォルカー・ディールが議長を務めるケルン大学病院（University Hospital of Cologne）、その後ホンブルクのザールラント大学病院で内科および血液学/腫瘍学の医師として働いていた。彼は1999年に分子医学と免疫学の分野でハビリタツィオン（教授資格）を得た。Hans Hengartnerとの1年間のサバティカルの後 2000年にチューリッヒ大学病院の実験免疫学研究所で、彼はマインツ大学医療センターのクリストフ・フーバーとの仕事を開始した。そこで彼は、2001年以来、癌研究と免疫学のさまざまな指導的地位に従事し、第III科で実験腫瘍学の教授を務めている。 2006年から内科/腫瘍血液学部門 。シャヒンは、免疫系が他の方法では癌と戦うことができない場合に、たとえば癌を治療するために体の抗ウイルスメカニズムを使用しようとする免疫エンジニアであると自分自身を考えている。彼は、免疫システムを「特定の病気から私たちを保護または軽減する」ように導くと見通している  。

### マインツ大学医療センター
シャヒンは、2000年にマインツ大学医療センター（University Medical Center Mainz）SFB432のジュニア研究グループの責任者、2003年に腫瘍ワクチンセンターのセンター長となった   。2006年以来、彼は実験および応用分子腫瘍学科の講師を務めている。 2010年、彼はTRON（ヨハネス・グーテンベルク大学マインツの大学医療センターでの応用分子腫瘍学）を共同設立した。 TRONは、非営利（民間）のバイオ医薬品研究所であり、アンメット・メディカル・ニーズ（未だ治療法が見つかっていない疾患への医療ニーズ）が高い癌やその他の疾患を治療するための新しい診断ツールや薬剤を開発している 。その焦点は、個別化医療と癌免疫療法にある。この分野での彼の業績により、シャヒンはGerman Cancer Prize を受賞した  。
2010年の設立から2019年9月まで、彼はTRONの科学ディレクターを務めていた 。それ以降、彼は博士課程学生の学術アドバイザーおよび指導教員を務めている。
さらに、シャヒンは、2011年に設立されたマインツ大学癌センター（University Center for Tumor Diseases Mainz: UCT Mainz）の副所長である   。UCT Mainzは、臨床腫瘍学または腫瘍学研究に焦点を当てている、University Medical Center Mainzのすべてのアクティブな機関の協会である  。2017年、シャヒンは、ドイツ癌研究センター（DKFZ）とTRONの協力による新しいヘルムホルツ研究所（HI-TRON）の設立に関与した   。
彼は新しいヘルムホルツ研究所の科学ディレクターの一人である 。創立式典で、シャヒンは「癌は将来的に撲滅される可能性がある」と信じていると宣言した  。シャヒンが癌に対する革新的なワクチンを開発するためにマインツ大学医療センターで主導したプロジェクトの1つは、新しく作成されたバイオテクノロジーのスタートアップ攻撃の一環として、2006年にドイツ連邦教育研究省からスポンサー賞を授与された12のプロジェクトの1つであった（ GO-Bio）。

### ガニメド・ファーマシューティカルズ
シャヒンは2001年に、妻のオズレム・テュレジと彼のメンターであるクリストフ・フーバーと共にガニメド・ファーマシューティカルズを共同設立した  。ガニメドは、食道癌および胃腸癌に対するモノクローナル抗体Zolbetuximabを開発した  。2016年、ランダム化臨床試験の後、この薬は進行胃がん患者の全生存期間を大幅に延ばした  。ガニメド・ファーマシューティカルズはアステラス製薬に14億ドルで売却された 。この薬は2020年の時点でフェーズIIIにある   。

### ビオンテック

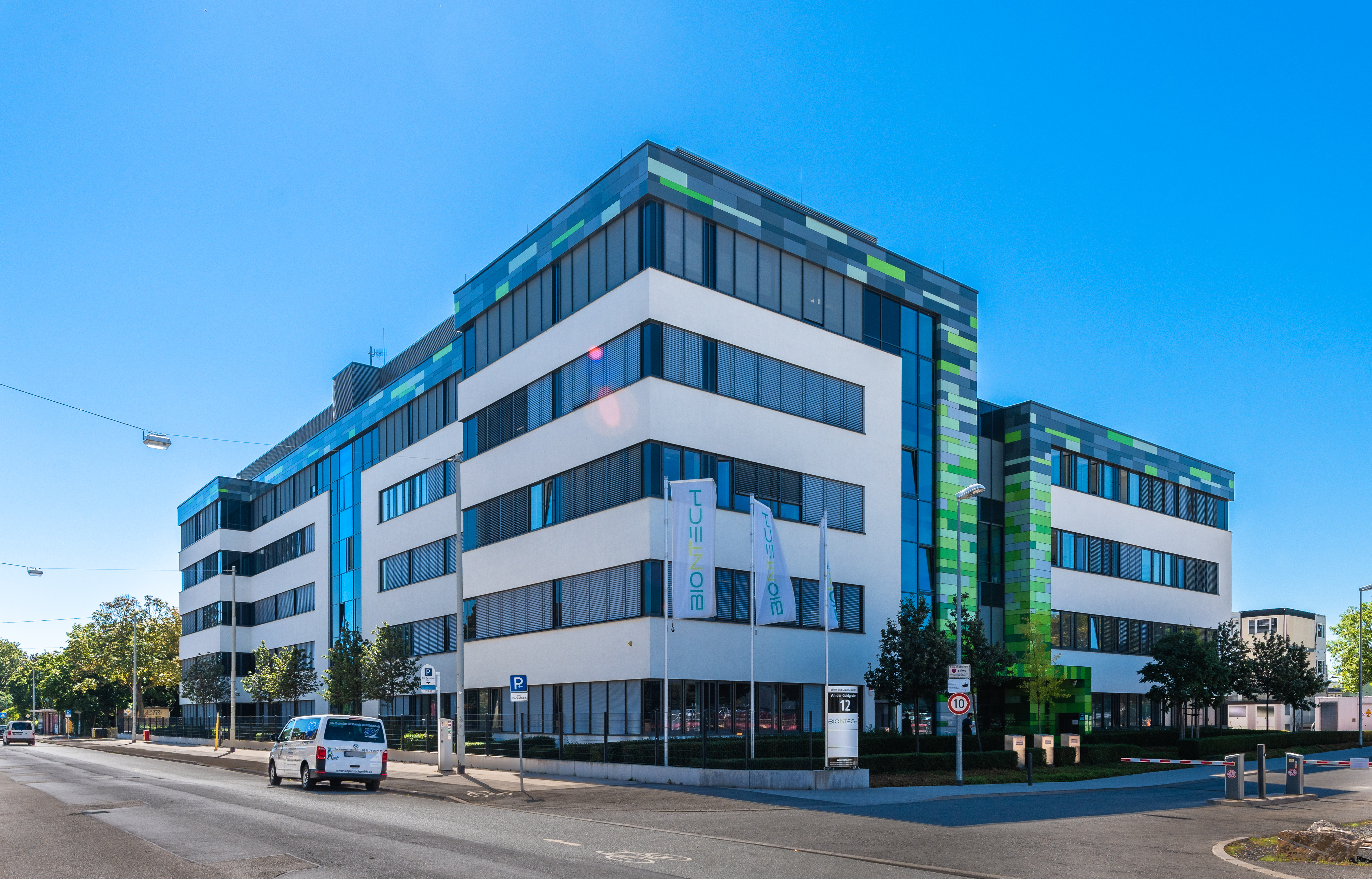
マインツにあるビオンテック本社

シャヒンは、オズレム・テュレジとクリストフ・フーバーとともに、2008年にドイツのマインツに拠点を置くバイオテクノロジー企業ビオンテックを設立し、それ以来CEOを務めている   。ビオンテックは、癌やその他の重篤な疾患の治療に対する患者固有のアプローチのための能動免疫療法の開発と製造に焦点を当てている 。彼の研究の主な焦点は、個別の癌免疫療法、感染症に対するワクチン、および希少疾患のタンパク質補充療法として使用するためのmRNAベースの薬剤の発見である 。彼はその上場会社の被支配株主持分を保有している   。2020年4月以来、ビオンテックは、シャヒンと、同社の取締役会のメンバーでもある妻のオズレム・テュレジの下で、肺疾患COVID-19に対するワクチンを研究している  。シャヒンは、彼の会社やパートナーとともに登録したいくつかの特許に関与している。
潜在的なワクチンの配布についての議論を背景に、シャヒンは、COVID-19との戦いにおける1つの鍵は国際協力と配布の平等であると述べた。彼は、ワクチンが個々の国だけに利用可能になるかどうかについて「議論はない」と述べた。  。シャヒンは強制ワクチン接種に反対しており、ワクチン接種の自発的な性質を強調している 。
彼はまた、副作用を含むワクチンの有効性と安全性は常に透明に伝えられなければならないことを強調している。 2020年秋、彼は米国の製薬会社ファイザーと提携し、2020年末までにワクチンの承認を取得する予定であった    。2020年11月、同社はBNT162b2ワクチンの95％の有効性を報告した 。

## 公表物
アメリカ国立医学図書館には、シャヒンが関わった345の臨床研究およびその他の出版物が登録されている。彼がファースト・オーサーを務めた論文は49本である 。米国特許商標庁は、彼に関わるいくつかの特許を登録している 。
過去5年間の最も引用された特許、および研究者の公表物のインパクトを計算したHインデックスに基づけば、ウール・シャヒンは2015年、2018年、および2019年、ネイチャーのバイオテクノロジーのトップ20応用分子腫瘍学研究者にランクインした 。
抜粋
- “mRNA-based therapeutics–developing a new class of drugs.” (英語), Nature Reviews Drug Discovery 13 (10):  759-780, (2014), PMID 25150148
- “Personalized RNA mutanome vaccines mobilize poly-specific therapeutic immunity against cancer.” (英語), Nature (547):  222-226, (2017), PMID 28678784
- “Safety and Efficacy of the BNT162b2 mRNA Covid-19 Vaccine” (英語), New England Journal of Medicine (383):  2603-15, (2020), doi:10.1056/NEJMoa2034577

## 受賞（抜粋）
- 1995年：ドイツ血液・腫瘍学会　German Society of Hematology and Oncology (DGHO)（ドイツ語版）Vincenz Czerny Prize [63]
- 1995年：米国臨床腫瘍学会（ASCO）Merit Award [20]
- 1997年：Calogero Paglierello Research Award [64]
- 2005年：ドイツ免疫学会（German Society of Immunology（ドイツ語版））ジョルジュ・ケーラー賞（ドイツ語版）（オズレム・テュレジとの共同受賞） [65] [66]
- 2006年と2010年：連邦教育研究省 GO-Bio Prize[67]
- 2012年：CI3の一部としてのTRONプロジェクトに対するBMBF Spitzencluster Award-個別免疫介入のための地域クラスター[68]
- 2017/18：ERC Advanced Grant - ライフ・サイエンス部門 [69]
- 2019年：ムスタファ賞[70]
- 2019：German Cancer Award（ドイツ語版） [71]
- 2020年：ドイツ持続可能性賞[72]
- 2020年：フィナンシャル・タイムズ - パーソン・オブ・ザ・イヤー[73]
- 2021年：ドイツ連邦共和国功労勲章星付き大功労十字賞[74] [75]
- 2021年：ドイツ科学殿堂[76]
- 2021年：皇后テオファヌ賞[77]
- 2021年：個別化医療世界会議（PMWC）ルミナリーアワード[78]
- 2021年：欧州分子生物学機構（EMBO）メンバーに選出[79]
- 2021年：アストゥリアス皇太子妃賞 - 学術・科学研究部門 [80]
- 2021年：ウィリアム・コーリー賞（オズレム・テュレジ他2名との共同受賞）
- 2021年：ドイツ免疫学会賞（カリコー・カタリン、オズレム・テュレジとの共同受賞）[81]
- 2021年：マイエンブルク賞[82]
- 2022年：パウル・エールリヒ&ルートヴィヒ・ダルムシュテッター賞（カリコー・カタリン、オズレム・テュレジとの共同受賞）[83]
- 2022年：ルイ＝ジャンテ医学賞（カリコー・カタリン、オズレム・テュレジとの共同受賞）[84]
- 2022年：ウォーレン・アルパート財団賞（オズレム・テュレジ他3名との共同受賞）[85]

## 著書
- 「mRNAワクチンの衝撃 コロナ制圧と医療の未来」ジョー・ミラー、エズレム・テュレジ との共著、柴田さとみ、山田文、山田美明共訳 早川書房、2021年